# Brent Burns
William Brent Burns (* 9. März 1985 in Barrie, Ontario) ist ein kanadischer Eishockeyspieler, der seit Juli 2025 bei der Colorado Avalanche aus der National Hockey League (NHL) unter Vertrag steht. Zuvor verbrachte Burns acht Jahre in der Organisation der Minnesota Wild, die ihn im NHL Entry Draft 2003 an 20. Position ausgewählt hatten, sowie elf weitere Spielzeiten bei den San Jose Sharks und drei bei den Carolina Hurricanes. Bei den San Jose Sharks etablierte er sich unter den besten Abwehrspielern der Liga und wurde im Jahr 2017 mit der James Norris Memorial Trophy als bester NHL-Verteidiger ausgezeichnet. Mit der kanadischen Nationalmannschaft gewann er bei der Weltmeisterschaft 2015 und beim World Cup of Hockey 2016 jeweils die Goldmedaille.

## Karriere

### Jugend
Brent Burns spielte während seiner Juniorenzeit bis 2002 zunächst in den unterklassigen Juniorenligen der Provinz Ontario bei den Toronto Marlboros, North York Canadiens und Couchiching Terriers. Nachdem er über die Wahl in der OHL Priority Selection des Jahres 2001 von den Brampton Battalion aus der Ontario Hockey League (OHL) schloss der damalige rechte Flügelstürmer dem Team zur Saison 2002/03 an. Die Spielzeit in der OHL, in der er 68 Partien bestritt und 40 Scorerpunkte verbuchte, blieb zugleich seine einzige auf diesem Niveau im Juniorenbereich. Mit der Wahl ins First All-Rookie-Team der Liga machte er für den bevorstehenden NHL Entry Draft 2003 auf sich aufmerksam. Gleich in der ersten Runde wurde er an 20. Stelle von den Minnesota Wild aus der National Hockey League (NHL) ausgewählt. Diese nahmen den 18-Jährigen umgehend unter Vertrag.

### Minnesota Wild
Über das im September 2003 abgehaltene Trainingscamp sicherte sich der Kanadier auf Anhieb einen Platz im Kader der Wild und wurde dabei vom damaligen Cheftrainer Minnesotas, Jacques Lemaire, zum offensiv ausgerichteten Verteidiger umgeschult. Dies war auch der Tatsache geschuldet, dass die Wild zu dieser Zeit generell defensiv ausgerichtet waren und sich so die Qualitäten ihres Rookies besser zu Nutze machen wollten. Im Verlauf der Saison 2003/04 wurde Burns in insgesamt 36 Spielen eingesetzt – den Rest verpasste er aufgrund der Abstellung an die kanadische U20-Nationalmannschaft für die U20-Junioren-Weltmeisterschaft sowie als Reservist bei den Wild – und sammelte dabei sechs Scorerpunkte. Zudem kam er einmal bei Minnesotas Farmteam, den Houston Aeros, aus der American Hockey League (AHL) zum Einsatz.
Aufgrund des Lockouts und dem damit verbundenen Komplettausfall der NHL-Saison 2004/05 verbrachte der Abwehrspieler die gesamte Spielzeit bei den Aeros in der AHL, um sich so weiter auf seiner neuen Position zu verbessern und zudem an das schnellere Spiel bei den Profis zu gewöhnen. Mit 27 Scorerpunkten in 73 Partien wusste er dabei durchaus zu überzeugen, so dass er ab der Spielzeit 2005/06 zum Stammspieler bei den Minnesota Wild avancierte. Nachdem er in seinem zweiten NHL-Jahr auf 16 Scorerpunkte steigern konnte, verbesserte er diese Werte in den folgenden beiden Jahren von 25 auf schließlich 43 im Spieljahr 2007/08.

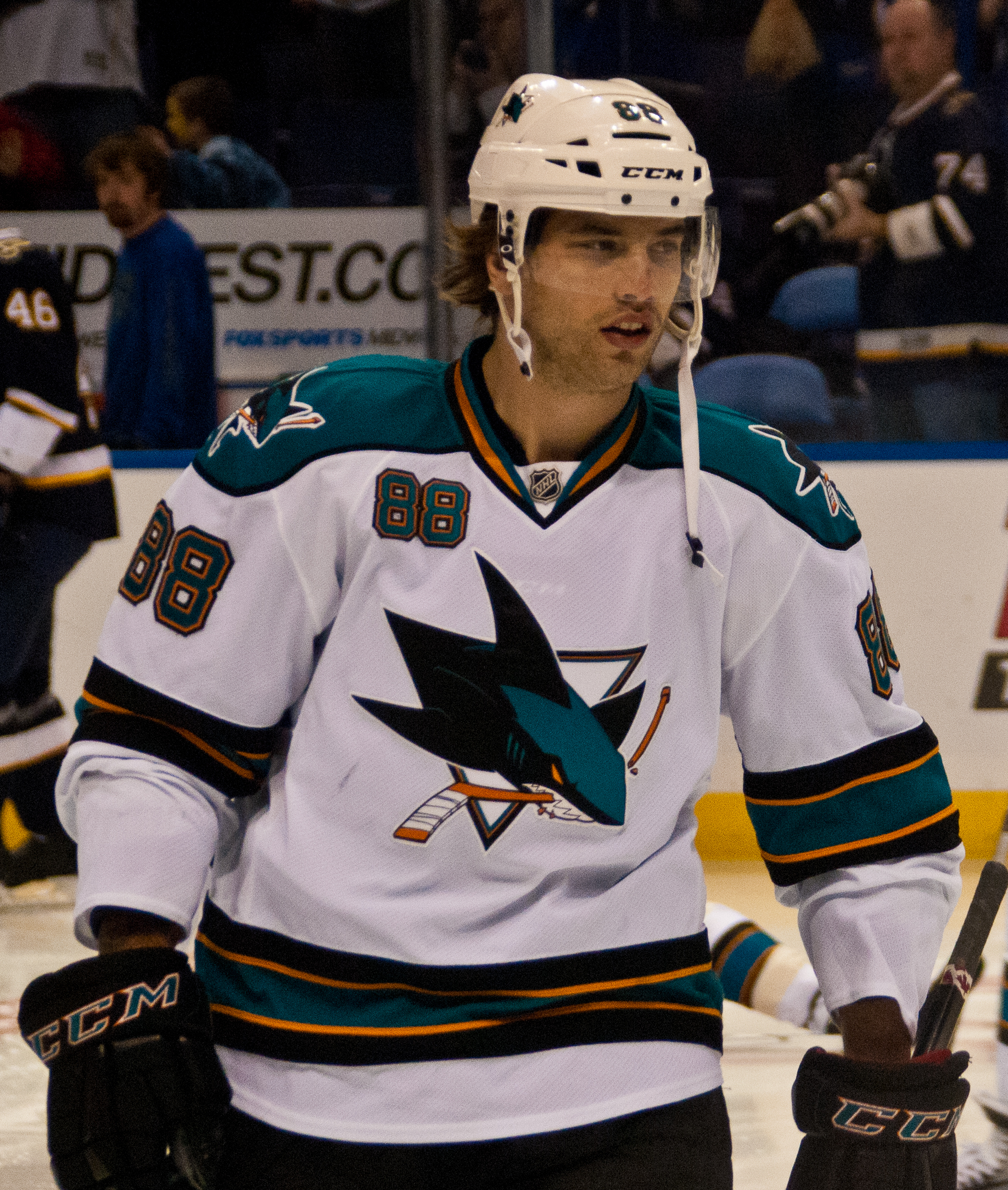
Burns im Trikot der San Jose Sharks (2011)

Mit Beginn der Saison 2008/09 wurde Burns variabel eingesetzt und spielte sowohl als Stürmer als auch Verteidiger. Seine Saison endete aber bereits nach 59 Einsätzen aufgrund einer Gehirnerschütterung, die nach Aussagen seines Beraters von der medizinischen Abteilung Minnesotas über eine Dauer von sechs Wochen fälschlicherweise als Nasennebenhöhlenentzündung diagnostiziert wurde. Nach dem Saisonende, in der er 27 Punkte gesammelt hatte, machten schließlich anhaltende Probleme an der Schulter eine Operation unumgänglich. Auch in der Spielzeit 2009/10 blieb dem Kanadier das Verletzungspech zunächst treu, als er sich kurz nach dem Saisonstart eine erneute Gehirnerschütterung zuzog, die ihn bis Mitte Januar 2010 außer Gefecht setzte. Das erneut von Verletzungen geprägte Spieljahr beendete Burns mit 20 Punkten in 47 Partien. Erst zur Saison 2010/11 fand der versatile Verteidiger zu alter Stärke zurück und kam in 80 der 82 Spiele zum Einsatz. Lediglich eine Sperre von zwei Spielen durch eine rüde Attacke an Steve Bernier von den Florida Panthers verhinderte die fehlenden zwei Einsätze. Mit 17 Toren und 46 Scorerpunkten stellte er zudem neue Karrierebestwerte auf. Des Weiteren wurde er erstmals zum NHL All-Star Game eingeladen.

### San Jose Sharks
Dennoch endete Burns Zeit bei den Wild ein Jahr vor Auslauf seines Vertrages vorzeitig. Im Rahmen des NHL Entry Draft 2011, am 24. Juni 2011, gaben ihn die Minnesota Wild gemeinsam mit einem Zweitrunden-Wahlrecht im NHL Entry Draft 2012 im Austausch für Devin Setoguchi, Charlie Coyle und einem Erstrunden-Wahlrecht im bevorstehenden Draft an die San Jose Sharks ab. Diese verlängerten den nach der Saison 2011/12 auslaufenden Vertrag im August 2011 um fünf Jahre mit einem Gesamtsalär von 28,8 Millionen US-Dollar und banden ihren Neuerwerb damit langfristig. In San Jose spielte Burns zunächst wieder ausschließlich als Verteidiger und absolvierte bis zum Sommer 2013 zwei solide Spielzeiten. Mit dem Aufstieg von Verteidiger Matt Irwin in den Stammkader im März 2013 rückte Burns wieder auf die Position auf dem rechten Sturmflügel, wo er auch die gesamte Spielzeit 2013/14 verbrachte. Dort konnte er mit 48 Scorerpunkten erneut seinen Karrierebestwert steigern. Dies gelang ihm auch in den folgenden Spielzeiten, die er wieder als Verteidiger auflief. Zunächst schaffte er es in der Saison 2014/15 auf 60 Scorerpunkte, gefolgt von 75 Punkten in der Spielzeit 2015/16. Außerdem nahm er in beiden Spielzeiten erneut am All-Star-Game teil. Zudem wurde er im Jahr 2015 mit dem NHL Foundation Player Award für sein besonderes Engagement für wohltätige Zwecke in der Gesellschaft bedacht. Noch erfolgreicher verlief allerdings das Spieljahr 2015/16. Er beendete die Saison als torgefährlichster Verteidiger der gesamten Liga und punktbester Abwehrspieler der Play-offs, in denen die Sharks bis ins Finale vordrangen. Seine Leistungen wurden schlussendlich mit der Wahl ins NHL Second All-Star Team honoriert. Nach der Spielzeit, im November 2016, unterzeichnete Burns einen neuen Vertrag in San Jose, der ihm in den kommenden acht Spielzeiten ein durchschnittliches Jahresgehalt von acht Millionen US-Dollar einbringen soll.
Am Ende der Saison 2016/17 wurde Burns mit der James Norris Memorial Trophy als bester Abwehrspieler der Liga geehrt und erstmals ins NHL First All-Star Team berufen. Im Dezember 2018 bestritt er sein 1000. NHL-Spiel der regulären Saison und beendete das Spieljahr 2018/19 schließlich mit einem persönlichen Bestwert von 83 Punkten, sodass er erneut im NHL First All-Star Team Berücksichtigung fand.

### Carolina Hurricanes und Colorado Avalanche
In den folgenden drei Spielzeiten ging die Offensivproduktion Burns’ deutlich zurück, woraufhin er im Juli 2022 gemeinsam mit Lane Pederson zu den Carolina Hurricanes transferiert wurde. Während San Jose im Gegenzug die Spieler Steven Lorentz und Eetu Mäkiniemi sowie ein konditionales Drittrunden-Wahlrecht im NHL Entry Draft 2023 erhielt, übernahmen sie weiterhin ein Drittel der Bezüge des noch drei Jahre gültigen Vertrags des Verteidigers. Im Juli 2025 unterzeichnete er einen Einjahresvertrag für die Saison 2025/26 bei der Colorado Avalanche.

### International
Auf internationaler Ebene kam Burns erstmals für sein Heimatland zum Einsatz, als er bereits ins Profilager gewechselt war. Bei der U20-Junioren-Weltmeisterschaft 2004 in Finnland gewann er – als Stürmer eingesetzt – mit den Kanadiern nach einer 3:4-Finalniederlage gegen die Vereinigten Staaten die Silbermedaille. Burns kam dabei in allen sechs Turnierspielen zum Einsatz und verbuchte ebenso viele Torvorlagen. Gemeinsam mit dem US-Amerikaner Zach Parise und Teamkollege Anthony Stewart waren dies auch die meisten eines Spielers im Turnierverlauf.
Bei den Herren lief Burns erstmals bei der Weltmeisterschaft 2008, die in den kanadischen Städten Halifax und Québec stattfand, auf. Dort musste sich das Team um Burns im Finale der beiden im bisherigen ungeschlagenen Favoriten Russland und Kanada mit 4:5 erneut geschlagen geben, wodurch er abermals eine Silbermedaille gewann. Des Weiteren wurde er als bester Verteidiger des Turniers ausgewählt, wozu seine drei Tore und insgesamt neun Scorerpunkte maßgeblich beitrugen. Danach nahm der Kanadier an den Weltmeisterschaften 2010 in Deutschland und 2011 in der Slowakei teil, die mit dem jeweiligen Ausscheiden im Viertelfinale und den Abschlussplatzierungen sieben und fünf weniger erfolgreich verliefen.
Erst zur Weltmeisterschaft 2015 in Tschechien kehrte der Verteidiger in die Nationalmannschaft zurück und konnte endlich die angestrebte Goldmedaille erringen. Im Finale schlug das kanadische Team den Erzrivalen Russland deutlich mit 6:1. Burns wurde durch seine elf Punkte in zehn Partien abermals zum besten Verteidiger des Turniers gewählt und zudem ins All-Star-Team berufen.
Außerdem vertrat er sein Heimatland beim World Cup of Hockey 2016 und gewann mit dem Team auch dort die Goldmedaille.

## Erfolge und Auszeichnungen
| - 2003 OHL First All-Rookie Team - 2011 Teilnahme am NHL All-Star Game - 2015 Teilnahme am NHL All-Star Game - 2015 NHL Foundation Player Award - 2016 Teilnahme am NHL All-Star Game - 2016 NHL Second All-Star Team | - 2017 Teilnahme am NHL All-Star Game - 2017 James Norris Memorial Trophy - 2017 NHL First All-Star Team - 2018 Teilnahme am NHL All-Star Game - 2019 Teilnahme am NHL All-Star Game - 2019 NHL First All-Star Team |

### International
| - 2004 Silbermedaille bei der U20-Junioren-Weltmeisterschaft - 2004 Bester Vorlagengeber der U20-Junioren-Weltmeisterschaft (gemeinsam mit Zach Parise und Anthony Stewart) - 2008 Silbermedaille bei der Weltmeisterschaft - 2008 Bester Verteidiger der Weltmeisterschaft | - 2015 Goldmedaille bei der Weltmeisterschaft - 2015 Bester Verteidiger der Weltmeisterschaft - 2015 All-Star-Team der Weltmeisterschaft - 2016 Goldmedaille beim World Cup of Hockey |

## Karrierestatistik
Stand: Ende der Saison 2024/25

### International
Vertrat Kanada bei:
| - U20-Junioren-Weltmeisterschaft 2004 - Weltmeisterschaft 2008 - Weltmeisterschaft 2010 | - Weltmeisterschaft 2011 - Weltmeisterschaft 2015 - World Cup of Hockey 2016 |

(Legende zur Spielerstatistik: Sp oder GP = absolvierte Spiele; T oder G = erzielte Tore; V oder A = erzielte Assists; Pkt oder Pts = erzielte Scorerpunkte; SM oder PIM = erhaltene Strafminuten; +/− = Plus/Minus-Bilanz; PP = erzielte Überzahltore; SH = erzielte Unterzahltore; GW = erzielte Siegtore; 1 Play-downs/Relegation; Kursiv: Statistik nicht vollständig)